# 1977 Голяма награда на САЩ
1977 Голяма награда на САЩ е 19-о за Голямата награда на САЩ и петнадесети кръг от сезон 1977 във Формула 1, провежда се на 2 октомври 1977 година на пистата Уоткинс Глен, Уоткинс Глен, Ню Йорк, САЩ.

## История на кръга
Рикардо Патрезе отново има ангажименти във Формула 2 в Ещорил и Шадоу отново трябва да намерят заместник за италианеца. Първоначално Джаки Оливър е определен да кара втората кола, но англичанина е в Лондон за бизнес среща. Вместо това отборът повика обратно Жан-Пиер Жарие само за това състезание. При Съртис Ламберто Леони остана без средства, за да продължи и така Ханс Биндер зае неговото място. От отборите, които не са членове на ФОКА единствено Рено заедно с Жан-Пиер Жабуй, Патрик Нев с Уилямс-Марч и Брет Лънгър със своя Макларън присъстват в Уоткинс Глен, заедно с Тед Фийлд и неговия Интерскоуп Рейсинг които участват с Пенске PC04 за хаваеца Дани Онгъс.

### Квалификация
Джеймс Хънт продължи с добрата си форма, постигайки шестата пол-позиция за сезона въпреки завъртане по време на квалификацията. За първи път в своята кариера Ханс-Йоахим Щук се класира на първа редица пред Джон Уотсън. Марио Андрети, който реши да отхвърли офертата от Скудерия Ферари за сезон 1978, за да остане с отбора на Лотус, се класира четвърти пред Рони Петерсон (като шведа е спряган за съотборник на Андрети в Лотус за 1978), Карлос Ройтеман, Ники Лауда, Патрик Депайе, Джоди Шектър и Жак Лафит. Единствено Патрик Тамбей не успя да се класира за състезанието след като в петък двигателя му е сменен а в събота той получи теч в маслото. Онгъс в първото си Гран При се класира последен.

### Състезание
Дъждът посети трасето Моспорт още в загрявачната тренировка преди състезанието и всички с изключение на Уотсън стартират с гуми за мокър асфалт. Това се оказа грешно решение за северно-ирландеца като Щук пое водачеството от Хънт, Андрети, Ройтеман и останалите. Алън Джоунс стана първия напуснал надпреварата след като загуби контрол върху машината си в опит да изпревари Петерсон. Онгъс също напусна в седмата обиколка, докато Мас се прибра в бокса две обиколки по-късно с мокра електроника. Уотсън влезе в бокса в края на осмата обиколка за мокри гуми, докато Виторио Брамбила влезе в бокса без предното си крило, преди механиците да видят, че радиатора е повреден.
Щук продължи да води състезанието до 15-а обиколка, когато той загуби контрол върху Брабам-а си, давайки позицията си на Хънт. На 12 секунди от англичанина се намира втория Андрети пред Шектър (който изпревари Ройтеман малко по-рано в състезанието) и Лауда. Клей Регацони изпревари Ройтеман за пето място, след като двигателя на Ферари-то управлявано от аржентинеца засече. Нилсон отпада в 18-а обиколка, след като той е пратен в тревата от Петерсон. Същото нещо сполетя и Лафит, който продължи в надпреварата и изпревари Петерсон в 21-вата обиколка.
Жабуй се движи на 11-а позиция, когато алтернатора на неговото Рено се повреди, докато Уотсън прегря гумите си и влезе в бокса в 38-ата обиколка за смяна на нови. През това време дъждът напълно спря и трасето започва да изсъхва. Петерсон спря в бокса в 34-та обиколка за сликове, преди Кен Тирел да изпрати отново шведа в бокса за гуми за мокро трасе. Пет обиколки по-късно той получи желаните гуми, но излезе на трасето 16-и с три обиколки назад. Преднината на Хънт е стопена от Андрети след като температурата във водата на неговия Макларън се покачи.
Англичанинът обаче запази концентрацията си и пресече финала за втората си победа през сезона пред Андрети и Шектър. Четвъртата позиция на Лауда обаче му гарантира световната титла на австриеца със само два кръга до финала. Регацони завършва пети пред Ройтеман, Лафит, Рупърт Кийгън, Жарие, Лънгър, Биндер, Уотсън, Емерсон Фитипалди, Депайе, Алекс Рибейро, Петерсон, Иън Ашли, Нев и Брамбила.

## Класиране

### Състезание
| Поз | No | Пилот             | Конструктор       | Обиколки | Време/Отпадане | Място | Точки |
| --- | -- | ----------------- | ----------------- | -------- | -------------- | ----- | ----- |
| 1   | 1  | Джеймс Хънт       | Макларън-Форд     | 59       | 1:58:23.267    | 1     | 9     |
| 2   | 5  | Марио Андрети     | Лотус-Форд        | 59       | + 2.026        | 4     | 6     |
| 3   | 20 | Джоди Шектър      | Волф-Форд         | 59       | + 1:18.879     | 9     | 4     |
| 4   | 11 | Ники Лауда        | Ферари            | 59       | + 1:40.615     | 7     | 3     |
| 5   | 22 | Клей Регацони     | Инсайн-Форд       | 59       | + 1:48.138     | 19    | 2     |
| 6   | 12 | Карлос Ройтеман   | Ферари            | 58       | + 1 Об.        | 6     | 1     |
| 7   | 26 | Жак Лафит         | Лижие-Матра       | 58       | + 1 Об.        | 10    |       |
| 8   | 24 | Рупърт Кийгън     | Хескет-Форд       | 58       | + 1 Об.        | 20    |       |
| 9   | 16 | Жан-Пиер Жарие    | Шадоу-Форд        | 58       | + 1 Об.        | 16    |       |
| 10  | 30 | Брет Лънгър       | Макларън-Форд     | 57       | + 2 Об.        | 17    |       |
| 11  | 18 | Ханс Биндер       | Съртис-Форд       | 57       | + 2 Об.        | 25    |       |
| 12  | 7  | Джон Уотсън       | Брабам-Алфа Ромео | 57       | + 2 Об.        | 3     |       |
| 13  | 28 | Емерсон Фитипалди | Фитипалди-Форд    | 57       | + 2 Об.        | 18    |       |
| 14  | 4  | Патрик Депайе     | Тирел-Форд        | 56       | + 3 Об.        | 8     |       |
| 15  | 9  | Алекс Рибейро     | Марч-Форд         | 56       | + 3 Об.        | 23    |       |
| 16  | 3  | Рони Петерсон     | Тирел-Форд        | 56       | + 3 Об.        | 5     |       |
| 17  | 25 | Иън Ашли          | Хескет-Форд       | 55       | + 4 Об.        | 22    |       |
| 18  | 27 | Патрик Нев        | Марч-Форд         | 55       | + 4 Об.        | 24    |       |
| 19  | 19 | Виторио Брамбила  | Съртис-Форд       | 54       | + 5 Об.        | 11    |       |
| Отп | 15 | Жан-Пиер Жабуй    | Рено              | 30       | Алтернатор     | 14    |       |
| Отп | 6  | Гунар Нилсон      | Лотус-Форд        | 17       | Инцидент       | 12    |       |
| Отп | 8  | Ханс-Йоахим Щук   | Брабам-Алфа Ромео | 14       | Инцидент       | 2     |       |
| Отп | 10 | Иън Шектър        | Марч-Форд         | 10       | Инцидент       | 21    |       |
| Отп | 2  | Йохен Мас         | Макларън-Форд     | 8        | Горивна помпа  | 15    |       |
| Отп | 14 | Дани Онгъс        | Пенске-Форд       | 6        | Инцидент       | 26    |       |
| Отп | 17 | Алън Джоунс       | Шадоу-Форд        | 3        | Инцидент       | 13    |       |
| НКв | 23 | Патрик Тамбе      | Инсайн-Форд       |          |                |       |       |

## Класиране след състезанието
| Поз | Пилот           | Точки |
| --- | --------------- | ----- |
| 1   | Ники Лауда      | 72    |
| 2   | Марио Андрети   | 47    |
| 3   | Джоди Шектър    | 46    |
| 4   | Карлос Ройтеман | 36    |
| 5   | Джеймс Хънт     | 31    |

| Поз | Конструктор       | Точки   |
| --- | ----------------- | ------- |
| 1   | Ферари            | 89 (91) |
| 2   | Лотус-Форд        | 62      |
| 3   | Макларън-Форд     | 47      |
| 4   | Волф-Форд         | 46      |
| 5   | Брабам-Алфа Ромео | 27      |